# Tombes dels Nobles (Amarna)
Les Tombes dels Nobles (Amarna) són els llocs d'enterrament d'alguns dels cortesans i dels nobles de la ciutat d'Amarna (l'antiga Akhetaton) estan situades a l'Egipte Mitjà.
Les tombes es reparteixen en dos grups (Tombes Nord i Tombes Sud), tallades en els penya-segats i en els cingles de la llera seca del riu Nil, a l'est de la ciutat. Hi ha vint-i-cinc grans tombes, moltes decorades i amb el nom dels propietaris. Algunes són petites i sense acabar, altres són modestes i sense pretensions. Cadascuna sembla reflectir la personalitat i el patrocini del propietari original de la tomba.
Algunes de les tombes ja van ser obertes des de l'antiguitat, i s'han utilitzat indistintament com a llocs d'enterrament durant la dinastia ptolemaica, cases, botigues i esglésies coptes.

## Tombes Nord

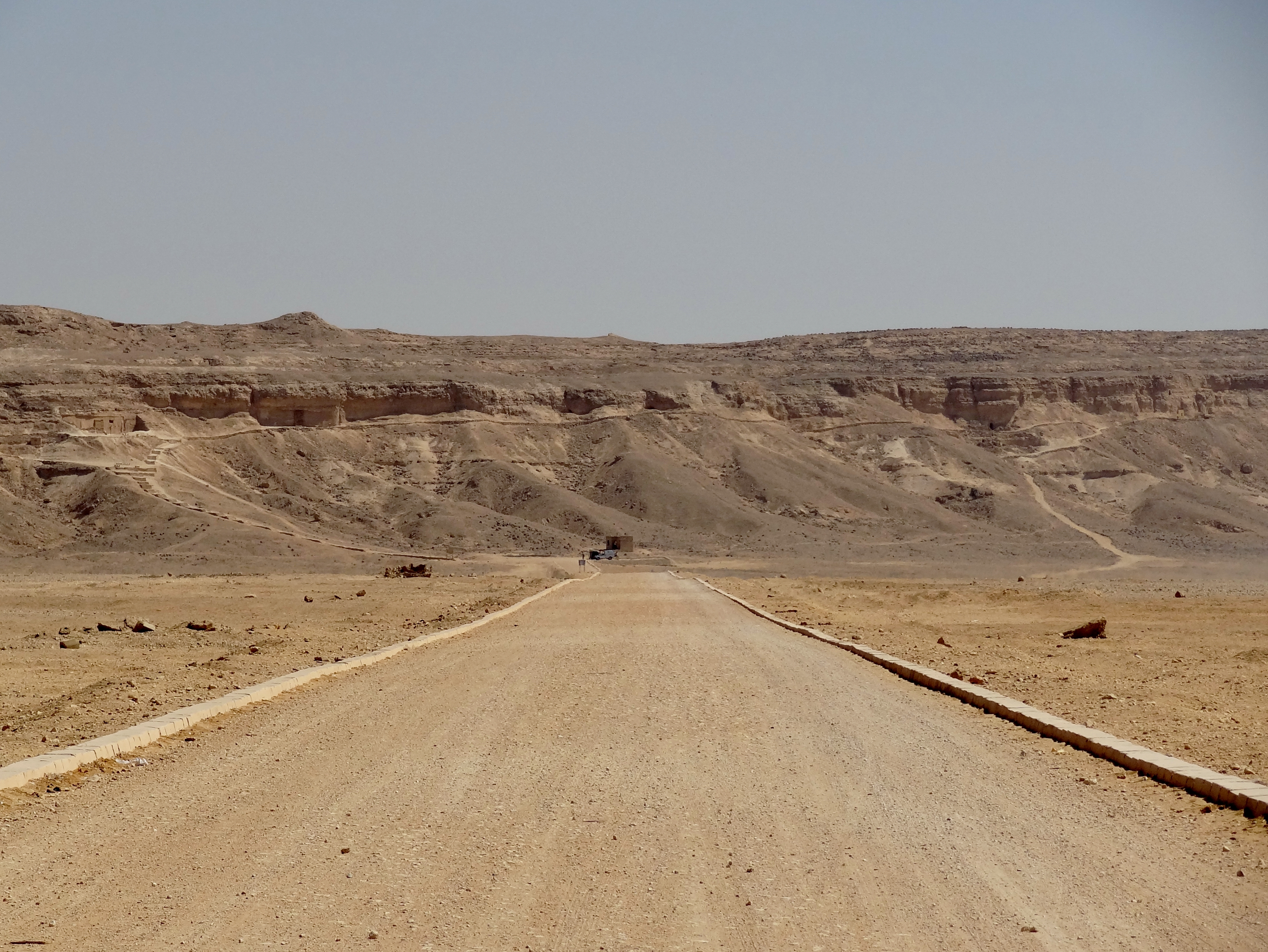
Accès a les Tombes Nord.

Les Tombes Nord es troben al costat nord-est de la plana desèrtica, en un penya-segat que arriba a una alçada d'uns 85 metres, amb vistes a la ciutat d'Amarna i a prop d'una de les Esteles dels límits (Estela V). Es troben a la base de la part abrupta de la cara del penya-segat, però per la part superior d'una pendent escarpada de roca solta. El penya-segat és tallat per un barranc que divideix les tombes en dos grups. El grup més important (tombes del 3 al 6) és al sud i la majoria dels visitants limita la visita a aquestes. Un camí fa una recta fins a les tombes del 3 al 5, que formen un grup compacte, però la tomba 6 s'ha d'arribar per un camí independent que va cap amunt o per un camí al llarg de la paret del penya-segat.
En temps cristians coptes, una comunitat religiosa es va establir al voltant d'aquestes tombes. Alguns grups de cabanes de pedra al vessant inferior de les tombes pertanyen a aquestes persones, que també van transformar tomba 6 en una Església.
Abans d'entrar a les tombes, els visitants han de gaudir de la bella vista a través de la plana d'Amarna. En l'antiguitat, la plana estava deserta, com en l'actualitat, probablement amb algun o cap cultiu al costat del riu. Al desert es poden veure diversos camins rectes que van cap a la ciutat. Un d'aquests camins és modern però la resta pertanyen a l'època d'Akhenaton, i evidentment van servir per anar a les tombes.
Associades a aquestes tombes s'ha descobert recentment un cementiri d'artesans.
| F18 · Y1 | i | i | A | A52 |

| F18 · Y1 | i | i | A | A52 |

| ra · N36 | i | i | A51 |

| ra · N36 | i | i | A51 |

| p · n | T | w | A51 |

| p · n | T | w | A51 |

| G40 | G21 | H | s | Z4 |

| G40 | G21 | H | s | Z4 |

### Altars
A curta distància, al nord-oest de les Tombes Nord hi ha les restes de tres grans altars dedicats al déu Aton, de tova i en forma de plataformes amb rampes. Encara no se sap bé perquè es van construir, però la proximitat amb una antiga carretera que conduïa a les Tombes Nord sembla un senyal que eren pel benefici de les persones s'hi van sebollir.

## Tombes Sud

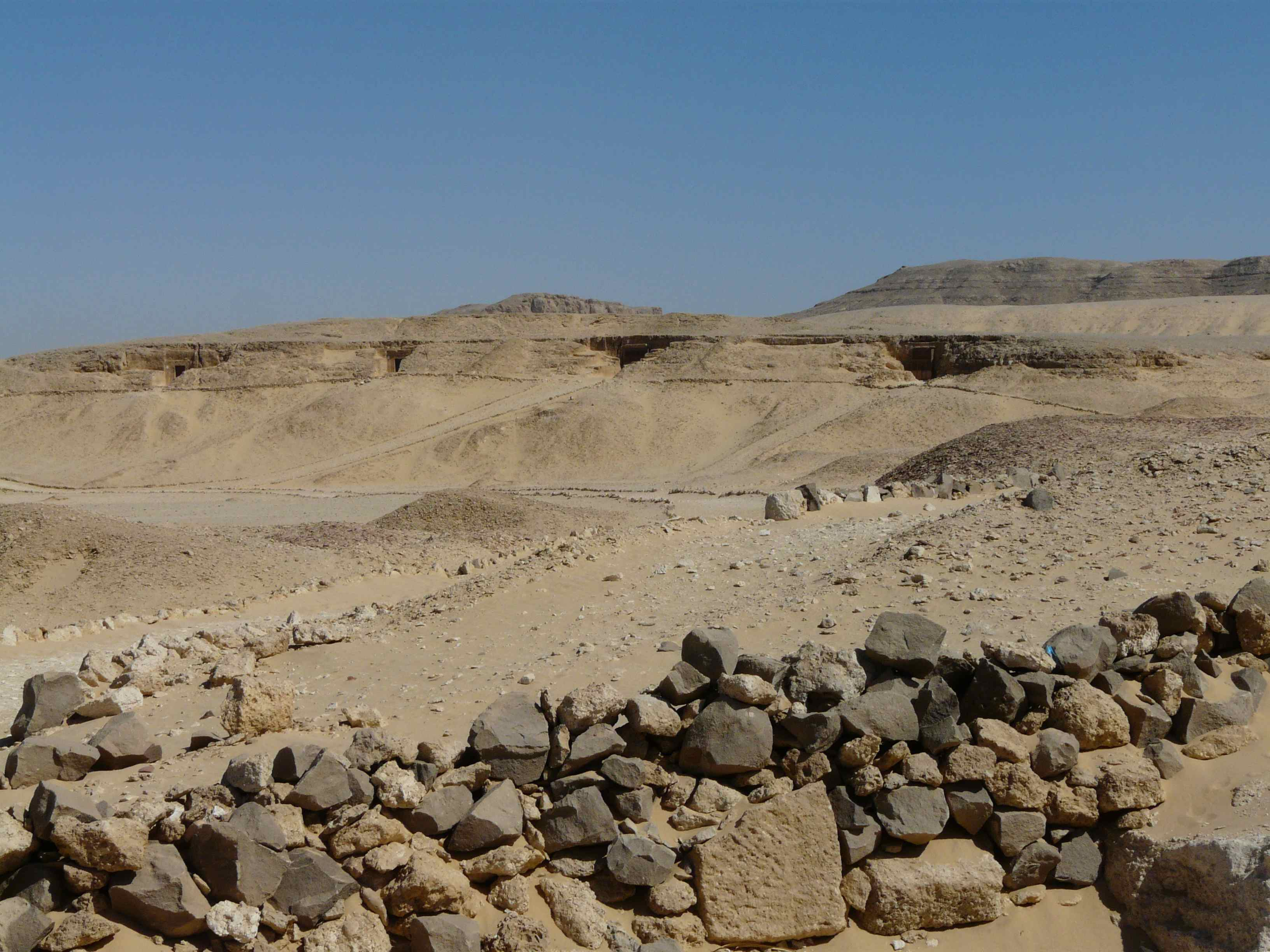
Accès a les Tombes Sud

Les Tombes Sud formen el major dels dos grups de tombes, que conté 19 tombes numerades (tombes del 7 al 25). Estan tallades en els flancs d'un altiplà baix, enfront d'una ruptura important en els penya-segats. La roca és de molt mala qualitat, però és un lloc proper de la principal zona residencial de l'antiga ciutat. Les tombes pertanyien a una gamma d'oficials més àmplia que les del nord, que va d'un cap de la policia (tomba 9), al «Pare de Déu» (Ay) qui després es convertiria en faraó (tomba 25).
El disseny de les tombes també és més variat, i encara que moltes vegades no són tan imponents com les del nord, tenen un gran encant. Moltes van servir per a enterraments en temps posteriors. Hi ha gran quantitat de restes de ceràmica que daten del període comprès entre la XXV i XXX dinastia. El camí modern que va a les Tombes Sud que surt des de el-Hagg Qandil talla a través de l'antiga ciutat, passant al sud de l'excavació de l'Egypt Exploration Society i, a continuació, segueix un camí modern a través d'una àmplia zona moderna de cultiu. Moltes de les Tombes del Sud contenen poca o cap decoració i algunes tot just s'havien iniciat abans que s'abandonés la ciutat.
| Aa15 · a | F18 · Y1 | A52 |

| Aa15 · a | F18 · Y1 | A52 |

| n · xt · t · D40 | pA | i | t · n · ra |

| n · xt · t · D40 | pA | i | t · n · ra |

| nfr | xpr · Z2 | Hr · Z1 | z | xpr · r |

| nfr | xpr · Z2 | Hr · Z1 | z | xpr · r |

| R8 | M17 | X1 · I9 | M17 | A2 | M17 | M17 |

| R8 | M17 | X1 · I9 | M17 | A2 | M17 | M17 |